# Doppelpendel

Schematische Zeichnung eines Doppelpendels.

Trajektorie eines idealisierten Doppelpendels

Das Doppelpendel ist ein beliebtes Modell zur Demonstration von chaotischen Prozessen. Es ist zugleich eines der einfachsten nichtlinearen Dynamischen Systeme, welches chaotisches Verhalten zeigt. An die Masse {\displaystyle m_{1}} eines Pendels mit der Länge {\displaystyle L_{1}} wird ein weiteres Pendel der Länge {\displaystyle L_{2}} mit Masse {\displaystyle m_{2}} gehängt. Die Herleitung der Bewegungsgleichung zum Berechnen der Bewegung des Doppelpendels lässt sich vereinfachen, wenn man starre, masselose Pendelstangen und Reibungsfreiheit annimmt.
Ein Merkmal eines chaotischen Systems ist, dass es Anfangsbedingungen {\displaystyle x_{i}} gibt, sodass ein weiteres Experiment mit nahezu identischen Anfangsbedingungen {\displaystyle x_{i}+\Delta x}, die sich nur um eine infinitesimale Störung {\displaystyle \Delta x} unterscheiden, nach kurzer Zeit ein anderes Verhalten zeigt. Diese sensible Abhängigkeit lässt sich durch Berechnen von Ljapunow-Exponenten der Trajektorien charakterisieren.

## Herleitung der Bewegungsgleichungen
Wenn {\displaystyle l_{1}} und {\displaystyle l_{2}} die Längen der (masselosen) Verbindungsstangen, {\displaystyle m_{1}} und {\displaystyle m_{2}} die Pendelmassen, {\displaystyle \theta _{1},\theta _{2}} die Auslenkung vom Lot und {\displaystyle g} die Schwerebeschleunigung bezeichnet, dann findet man für die Positionen von {\displaystyle m_{1}} und {\displaystyle m_{2}}:
{\displaystyle {\begin{aligned}x_{1}&=l_{1}\sin(\theta _{1})\\y_{1}&=-l_{1}\cos(\theta _{1})\end{aligned}}}
und
{\displaystyle {\begin{aligned}x_{2}&=l_{1}\sin(\theta _{1})+l_{2}\sin(\theta _{2})\\y_{2}&=-l_{1}\cos(\theta _{1})-l_{2}\cos(\theta _{2}).\end{aligned}}}
Damit lassen sich die Geschwindigkeiten der Massen, welche für den nächsten Schritt notwendig sind, bestimmen, wobei {\displaystyle {\dot {\theta _{1}}}} die zeitliche Ableitung von {\displaystyle \theta _{1}} ist:
{\displaystyle {\begin{aligned}u_{1}&={\frac {{\text{d}}x_{1}}{{\text{d}}t}}={\dot {\theta }}_{1}l_{1}\cos(\theta _{1})\\v_{1}&={\frac {{\text{d}}y_{1}}{{\text{d}}t}}={\dot {\theta }}_{1}l_{1}\sin(\theta _{1})\end{aligned}}}
und
{\displaystyle {\begin{aligned}u_{2}&={\frac {{\text{d}}x_{2}}{{\text{d}}t}}={\dot {\theta }}_{2}l_{2}\cos(\theta _{2})+u_{1}\\v_{2}&={\frac {{\text{d}}y_{2}}{{\text{d}}t}}={\dot {\theta }}_{2}l_{2}\sin(\theta _{2})+v_{1}.\end{aligned}}}
Unter Verwendung des Lagrange-Formalismus {\displaystyle L=T-V} wobei {\displaystyle T} die kinetische Energie der beiden Pendelmassen und {\displaystyle V} ihre potentielle Energie im konstanten Gravitationsfeld ist, mit
{\displaystyle {\begin{aligned}T_{1}&={\frac {1}{2}}m_{1}(u_{1}^{2}+v_{1}^{2})\\T_{2}&={\frac {1}{2}}m_{2}(u_{2}^{2}+v_{2}^{2})\\V_{1}&=m_{1}gy_{1}\\V_{2}&=m_{2}gy_{2}\end{aligned}}}
erhält man
{\displaystyle {\begin{aligned}T&=T_{1}+T_{2}={\frac {1}{2}}m_{1}{\dot {\theta }}_{1}^{2}l_{1}^{2}+{\frac {1}{2}}\left(m_{2}{\dot {\theta }}_{2}^{2}l_{2}^{2}+m_{2}{\dot {\theta }}_{1}^{2}l_{1}^{2}+2m_{2}{\dot {\theta }}_{1}l_{1}{\dot {\theta }}_{2}l_{2}\cos(\theta _{1}-\theta _{2})\right)\\V&=V_{1}+V_{2}=-m_{1}gl_{1}\cos(\theta _{1})-m_{2}gl_{1}\cos(\theta _{1})-m_{2}gl_{2}\cos(\theta _{2}).\end{aligned}}}
Damit ergibt sich für die Lagrange-Funktion dann
{\displaystyle {L={\frac {1}{2}}(m_{1}+m_{2}){\dot {\theta }}_{1}^{2}l_{1}^{2}+{\frac {1}{2}}m_{2}{\dot {\theta }}_{2}^{2}l_{2}^{2}+m_{2}{\dot {\theta }}_{1}l_{1}{\dot {\theta }}_{2}l_{2}\cos(\theta _{1}-\theta _{2})+(m_{1}+m_{2})gl_{1}\cos(\theta _{1})+m_{2}gl_{2}\cos(\theta _{2})}.}
Unter Verwendung der Euler-Lagrange-Gleichung
{\displaystyle {\frac {\mathrm {d} }{\mathrm {d} t}}{\frac {\partial L}{\partial {\dot {\theta _{i}}}}}-{\frac {\partial L}{\partial \theta _{i}}}=0}
erhält man damit nach einigen Umformungen
{\displaystyle {\begin{aligned}{\ddot {\theta }}_{1}&=-{\frac {m_{2}}{m_{1}+m_{2}}}{\frac {l_{2}}{l_{1}}}\left({\ddot {\theta }}_{2}\cos(\theta _{1}-\theta _{2})+{\dot {\theta }}_{2}^{2}\sin(\theta _{1}-\theta _{2})\right)-{\frac {g}{l_{1}}}\sin(\theta _{1})\\{\ddot {\theta }}_{2}&=-{\frac {l_{1}}{l_{2}}}\left({\ddot {\theta }}_{1}\cos(\theta _{1}-\theta _{2})-{\dot {\theta }}_{1}^{2}\sin(\theta _{1}-\theta _{2})\right)-{\frac {g}{l_{2}}}\sin(\theta _{2})\end{aligned}}}
die Winkelbeschleunigungen für {\displaystyle \theta _{1}} und {\displaystyle \theta _{2}}, welche die Evolution des Pendels beschreiben.
In den Bewegungsgleichungen treten Winkelfunktionen {\displaystyle (\sin ,\cos )} der Zustandsgrößen und auch Ableitungen auf. Es handelt sich also um ein nichtlineares System. Im Spezialfall kleiner Auslenkungen als Anfangsbedingungen {\displaystyle \theta _{1}(t=0),\theta _{2}(t=0)\approx 0}, lassen sich die Bewegungsgleichungen allerdings mittels der Kleinwinkelnäherung vereinfachen. Dann lassen sich beispielsweise weitere Spezialfälle wie {\displaystyle m_{1}\ll m_{2}} oder {\displaystyle m_{1}\gg m_{2}} mit analytischen Ansätzen betrachten, die eine näherungsweise harmonische Lösung haben; diese kann auch analytisch bestimmt werden.

## Lösung der Bewegungsgleichungen
Die Bewegungsgleichungen für die generalisierten Koordinaten {\displaystyle {\theta _{1}}} und {\displaystyle {\theta _{2}}} stellen ein nichtlineares System von zwei gekoppelten Differentialgleichungen dar, welches analytisch nicht lösbar ist. Es kann bei vier bekannten Anfangswerten ({\displaystyle \theta _{1},\theta _{2},{\dot {\theta }}_{1},{\dot {\theta }}_{2}}) mit numerischen Verfahren gelöst werden. Hierbei werden also die anfänglichen Auslenkungen (z. B. 30° und 30°) und die anfänglichen Geschwindigkeiten (z. B. {\displaystyle 0\,\mathrm {\tfrac {rad}{s}} } und {\displaystyle 0\,\mathrm {\tfrac {rad}{s}} }) eingegeben und damit dann die Evolution des Pendels berechnet.
Mittels Trigonometrie können die Winkel {\displaystyle \theta _{1}} und {\displaystyle \theta _{2}} in die kartesischen Koordinaten {\displaystyle (x_{1},y_{1},x_{2},y_{2})} der Massenpunkte überführt werden.

## Anwendungen
- Die Blide nutzt den energetischen Austausch zwischen den Massen der Pendel, um ein kleines Gewicht am äußeren Pendel durch die potentielle Energie eines großen Gewichtes am inneren Pendel zu beschleunigen.
- Eine Kirchenglocke mit Klöppel bildet ein Doppelpendel, allerdings mit zusätzlicher Beschränkung für den Winkel {\displaystyle \theta _{2}}.
- Der Golfschlag basiert auf der Bewegung eines Doppelpendels aus Armen und Händen sowie Schlägerschaft und Schlägerkopf.

## Auswertung des chaotischen Verhaltens
Zur Betrachtung des chaotischen Verhaltens des Doppelpendels gibt es eine Reihe von Möglichkeiten. Oft kann mittels einfachster Berechnungen eine Aussage über chaotisches Verhalten getroffen werden. Beispiele sind der maximale Ljapunow-Exponent (MLE) oder Bifurkationsdiagramme.

### Maximaler Ljapunow-Exponent
Der MLE ist der sog. maximale Ljapunow-Exponent (maximum Lyapunov exponent) und beschreibt die „Stärke“ des chaotischen Verhaltens. Er ist Bestandteil des Ljapunow-Spektrums welches alle Ljapunow-Exponenten (je einer pro Freiheitsgrad) beinhaltet. Man geht davon aus, dass das System eine Störung in der Richtung des MLE hat und da er das größte Wachstum zeigt, ist zu erwarten, dass der MLE nach einer gewissen Zeit die Evolution des Systems dominiert. Ein positiver MLE zeigt normalerweise ein chaotisches System an. Er wird berechnet mit:
{\displaystyle \lambda _{\text{max}}(t)={\frac {1}{t}}\ln \left({\frac {\|\delta (t)\|}{\|\delta (t=0)\|}}\right)}
Bei zwei Experimenten mit einer anfänglichen Separation von {\displaystyle \delta (t=0)\backsim {\mathcal {O}}(10^{-8})} in den Anfangsbedingungen oder sogar weniger, verstärkt sich diese Differenz exponentiell und lässt die Trajektorien divergieren. Die Separation (der natürliche Logarithmus der obigen Gleichung) kann dann in einem halblogarithmischen Diagramm gegen die Zeit aufgetragen werden. Dann wird mittels linearer Regression die Steigung bestimmt und diese gibt dann den approximierten MLE.

### Bifurkationsdiagramm

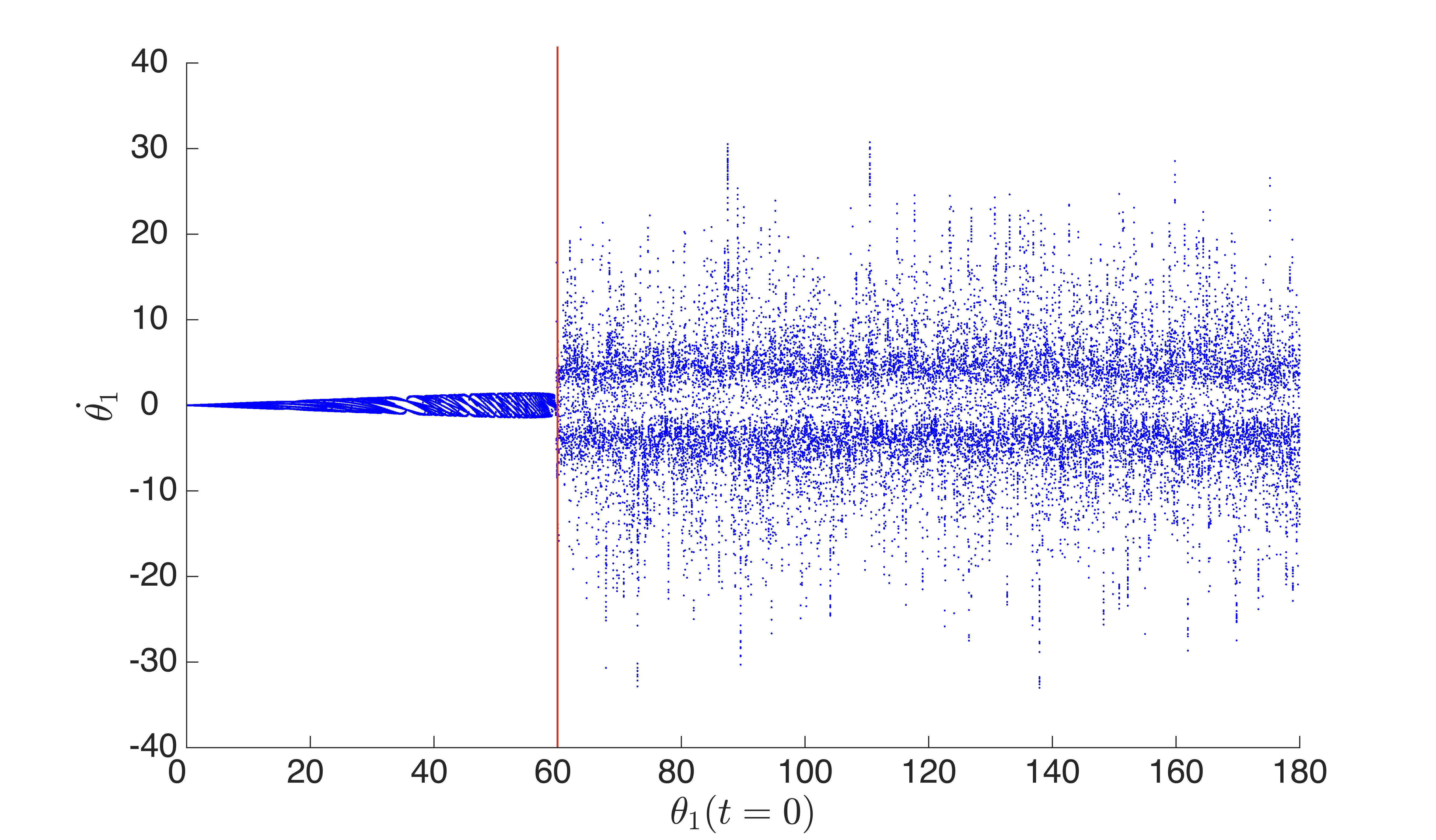
Darstellung der Bifurkation eines Doppelpendels mit gleichen Längen, gleichen Massen, für bei. Die rote Linie zeigt die Bifurkation des Doppelpendels von harmonischen Oszillationen zu chaotischen Oszillationen.

Bifurkationsdiagramme sind eine Möglichkeit komplexe Informationen über den Phasenraum eines dynamischen Systems in einen zweidimensionalen, visualisierbaren Plot zu komprimieren. Üblicherweise wird die qualitative Änderungen des Verhaltens eines Systems mittels der Variation eines geeigneten Parameters untersucht. So können für das Doppelpendel bspw. das Verhältnis der Massen, das Verhältnis der Längen, die Schwerebeschleunigung oder die Anfangsbedingungen herangezogen werden. Durch die kontinuierliche Veränderung des gewählten Bifurkationsparameters wird das System auf Stabilität (periodische, quasi-periodische Lösungen) bzw. auf Chaos geprüft.
Wenn man die anfänglichen Winkel {\displaystyle \theta _{1}=\theta _{2}} als den Bifurkationsparameter wählt, lässt sich das qualitativ veränderliche Verhalten des Doppelpendels sehr gut veranschaulichen. Dazu werden die beiden Winkel simultan Stück für Stück erhöht und für jedes Inkrement wird das Doppelpendel erneut integriert (berechnet). Mit diesen Daten lässt sich dann veranschaulichen, wie das System schwingt. Man hat also einen vier-dimensionalen Phasenraum, der sich aus {\displaystyle \theta _{1},\theta _{2},{\dot {\theta _{1}}},{\dot {\theta _{2}}}} zusammensetzt. Praktischerweise oszillieren die Winkelgeschwindigkeiten {\displaystyle {\dot {\theta _{1}}},{\dot {\theta _{2}}}}, obwohl mit unbestimmter Amplitude, um Null. Daher ist zu erwarten, dass beide immer wieder die Null überqueren. Für ein harmonisch schwingendes System (periodische Lösung) sind die Nullüberquerungen von {\displaystyle {\dot {\theta _{1}}},{\dot {\theta _{2}}}} an festen Punkten, da das System immer an bestimmten Punkten ({\displaystyle \theta _{1},\theta _{2}}) seine Auf- und Abwärtsbewegung beendet und zurückschwingt. Das ist vergleichbar mit einem normalen starren Pendel. Daher ist im Umkehrschluss zu erwarten, dass das chaotisch schwingende System an allen möglichen Punkten ({\displaystyle \theta _{1},\theta _{2}}) die Winkelgeschwindigkeit Null zeigt. Wenn man dann eine "Scheibe" aus dem Phasenraum gesondert betrachtet, bspw. Winkelgeschwindigkeit {\displaystyle {\dot {\theta _{2}}}=0}, kann man die Bifurkation des Verhaltens zwei-dimensional darstellen, indem man die Winkelgeschwindigkeit {\displaystyle {\dot {\theta _{1}}}} gegen die veränderliche Anfangsbedingung aufträgt (siehe rechts).